# إرينا رودريغيث ألفاريث
إرينا رودريغيث ألفاريث (بالإسبانية: Irina Rodríguez Álvarez، ولدت في 16 سبتمبر 1977، مدريد، إسبانيا) سبّاحة متزامنة إسبانية.
حصلت على الميدالية الفضية في دورة الألعاب الأولمبية الصيفية عام 2008، كما حازت على الميدالية الذهبية في بطولة العالم للسباحة المتزامنة عام 2009، وعلى ثلاث ميداليات ذهبية في بطولات أوروبا للسباحة المتزامنة.

## إنجازاتها

### الألعاب الأولمبية الصيفية
- 2008 بكين  الصين:  ميدالية فضية في سباق السباحة المتزامنة في فئة الفرق (Team routine).

### بطولة العالم للسباحة (المتزامنة)
- 2003 برشلونة  إسبانيا:  ميدالية فضية في سباق السباحة المتزامنة في فئة الفرق- الكومبو الحرة (Combination routine).
- 2005 مونتريال  كندا:  ميدالية برونزية في سباق السباحة المتزامنة في فئة الفرق- الكومبو الحرة (Free routine combination).
- 2005 مونتريال  كندا:  ميدالية فضية في سباق السباحة المتزامنة في فئة الفرق الحرة (Free team routine).
- 2007 ملبورن  أستراليا:  ميدالية برونزية في سباق السباحة المتزامنة في فئة الفرق الفني (Team technical routine).
- 2007 ملبورن  أستراليا:  ميدالية فضية في سباق السباحة المتزامنة في فئة الفرق الحرة (Team free routine).
- 2009 روما  إيطاليا:  ميدالية ذهبية في سباق السباحة المتزامنة في فئة الفرق- الكومبو الحرة (Free Routine Combination).
- 2009 روما  إيطاليا:  ميدالية فضية في سباق السباحة المتزامنة في فئة الفرق الحرة (Team Free Routine).
- 2009 روما  إيطاليا:  ميدالية فضية في سباق السباحة المتزامنة في فئة الفرق الفني (Team Technical Routine).

### بطولة أوروبا للسباحة (المتزامنة)
- 2002 برلين  ألمانيا:  ميدالية فضية في سباق السباحة المتزامنة في فئة الفرق (Team routine).
- 2004 مدريد  إسبانيا:  ميدالية ذهبية في سباق السباحة المتزامنة في فئة الفرق- الكومبو (Combination routine).
- 2004 مدريد  إسبانيا:  ميدالية فضية في سباق السباحة المتزامنة في فئة الفرق (Team routine).
- 2006 بودابست  المجر:  ميدالية فضية في سباق السباحة المتزامنة في فئة الفرق- الكومبو الحرة (Free Routine Combination).
- 2006 بودابست  المجر:  ميدالية فضية في سباق السباحة المتزامنة في فئة الفرق الحرة (Team Free Routine).
- 2008 آيندهوفن  هولندا:  ميدالية ذهبية في سباق السباحة المتزامنة في فئة الفرق الحرة (Team Free Routine).
- 2008 آيندهوفن  هولندا:  ميدالية ذهبية في سباق السباحة المتزامنة في فئة الفرق- الكومبو الحرة (Free Routine Combination).
- 2010 بودابست  المجر:  ميدالية فضية في سباق السباحة المتزامنة في فئة الفرق- الكومبو الحرة (Free Routine Combination).